# Dom Pachino
Dom Pachino, właściwie Domingo J. Del Valle (ur. 1979 w Manhattanie, dzielnicy Nowego Jorku) – amerykański raper, producent muzyczny i aktor pochodzenia portorykańskiego, założyciel niezależnej wytwórni płytowej Napalm Recordings. Dom Pachino jest znany głównie jako jeden z pięciu członków założycieli amerykańskiej grupy hip-hopowej Killarmy, powiązanej z Wu-Tang Clan.

## Dyskografia

### Albumy solowe
- Tera Iz Him (2002)
- Domination (2004)
- Unreleased (2005)
- The Arsenal (2005)
- 4 Security Reasons (2006)
- Gunz an Glory: A Soldier Story (jako P.R. Terrorist; 2006)
- Rice & Beanz (2007)
- Tera Iz Him 2 (2009)

### Albumy z Killarmy
- Silent Weapons for Quiet Wars (1997)
- Dirty Weaponry (1998)
- Fear, Love & War (2001)
- Greatest Hits (2011)

### Albumy z Team Napalm
- Napalm World (2006)

### DVD
- Dom Pachino: Life of a Performer

### Kompilacje
- Dom Pachino Presents: Operation Warface (2005)
- Dom Pachino Presents: The Grunge (2005)
- The Best of Dom Pachino (2006)
- Best of Napalm Recordings (2006)

### Mixtape'y
- 1st Blood: The Mixtape (2007)